# Dimitri Philosophoff
Dimitri Philosophoff (en russe : Дмитрий Владимирович Философов, Dmitri Vladimirovitch Filossofov), né le 26 mars 1872 (7 avril dans le calendrier grégorien) à Saint-Pétersbourg et mort le 4 août 1940 à Otwock, est un écrivain, penseur et critique littéraire russe.

## Biographie

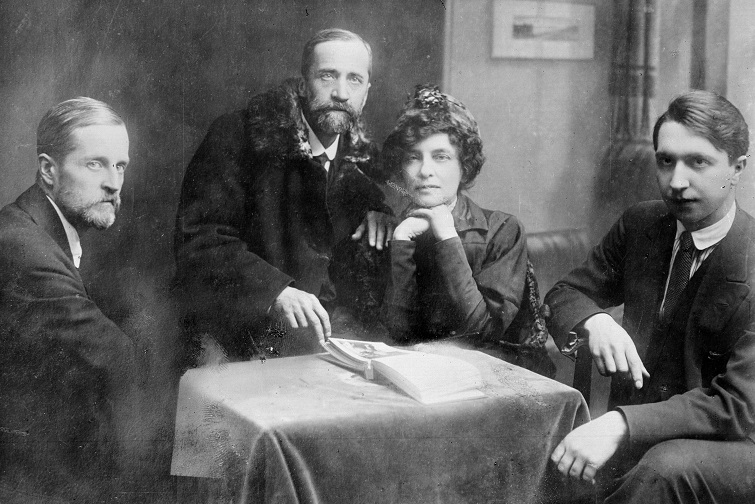
de g. à dr. Philosophoff, Merejkovski, Z. Hippius et leur secrétaire V. Zlobine, vers 1920

Sa mère, Anna, était la sœur du père de Serge de Diaghilev et fut une pionnière du féminisme en Russie. Dimitri était son plus jeune fils. Lui et son cousin Diaghilev créèrent, avec Alexandre Benois, un cercle intellectuel influent, puis fondèrent le célèbre journal Mir iskousstva. Philosophoff rencontra par la suite à Nice Dimitri Merejkovski et son épouse Zinaïda Hippius. Il devint leur ami intime et vécut même chez eux, et ce ménage à trois choqua profondément à l'époque. Il écrivirent ensemble des œuvres annonçant la nécessaire révolution à venir en Russie (comme Le Tsar et la Révolution, en 1907). D'abord enthousiastes quant à la révolution de février 1917, ils changèrent d'avis en quelques mois comme en témoigne leur ouvrage : Le Règne de l'Antéchrist (1922), dans lequel Philosophoff écrivit Notre évasion. Contrairement à ses amis, Philosophoff ne s'exila pas en France après la révolution russe, mais s'installa en Pologne. Il édita à Varsovie un journal anti-bolchévique : Svoboda (Liberté).
Il est enterré au cimetière orthodoxe de Varsovie.

## Œuvres
- La Fin de Gorki, 1907
- Le Tsar et la Révolution, 1907
- Le Règne de l'Antéchrist, 1922